# Kandalanu
Kandalanu (* spätestens 666 v. Chr.; † 627/626 v. Chr.) regierte von 648 bis 627/626 v. Chr. als babylonischer König. Eine Ausnahme bildete die Region Nippur, die unter assyrischer Direktverwaltung blieb.

## Regierungszeit
In der Uruk-Chronik sind für ihn 21 Regierungsjahre angegeben. Sein Akzessionsjahr (648/647 v. Chr.) ist mit dem 20. Regierungsjahr des Šamaš-šuma-ukin gleichzusetzen. Kandalanu trat die Nachfolge von Šamaš-šuma-ukin an, dessen Revolte der assyrische König Aššur-bani-apli niederschlug. Die Eltern des Kandalanu sind unbekannt. Eine Einsetzung als babylonischer König durch Aššur-bani-apli ist in keiner Keilschriftquelle belegt, doch wird er wahrscheinlich nicht ohne dessen Einverständnis regiert haben.
Kandalanus erstes Regierungsjahr begann am 1. Nisannu 647 v. Chr. (27. März). Sowohl in Babylon als auch in Uruk galt Kandalanu als König von Babylonien. In Nippur wurde dagegen in königlichen Urkunden bis zum Jahr 631 v. Chr. Aššur-bani-apli als König von Babylonien genannt, der jedoch augenscheinlich keine Herrschaft über die übrigen Gebiete Babyloniens ausübte.
In der Keilschrifttafel BM 35115 ist der Bericht über die Mondfinsternis vom 23./24. Mai 632 v. Chr. in seinem 16. Regierungsjahr belegt. Außerdem konnte einer weiteren erhaltenen Quelle entnommen werden, dass er in seinem 19. Regierungsjahr (629/628 v. Chr.) den Schaltmonat Ululu II ausrief. Ansonsten ist über seine Aktivitäten wenig bekannt.
Nach seinem Tod im 21. Regierungsjahr (627/626 v. Chr.) brachen in Babylonien erneut Unruhen aus. Assyrien versuchte, diese Situation zu nutzen und rückte mit seinem Heer vor, konnte aber keinen durchschlagenden Erfolg erzielen. Weitere Versuche, Babylonien langfristig unter assyrische Oberherrschaft zu stellen, sind nicht belegt. In der Region Nippur brachen unter Sin-šumu-lišir, dem Nachfolger des assyrischen Königs Aššur-bani-apli, babylonische Aufstände gegen die dortige assyrische Herrschaft aus. Die babylonische Chronik vermerkte für die übrigen Gebiete Babyloniens keinen direkten Nachfolger und nannte das Folgejahr Jahr ohne König.